# Barvení příze
Barvení příze (angl.: yarn dyeing, něm.: Garnfärbung) je definováno jako proces, při kterém vniká do příze tekuté, obvykle horké barvivo.
K textiliím, které se vyrábějí téměř výhradně z barvené příze, patří šicí nitě (5), příze na ruční pletení (6) (na háčkování, vyšívání a ostatní ruční práce), pestře tkané (8) a pletené textilie(7) a osnovy na jeansové tkaniny. Podíl barvených přízí na množství vyráběných textilií není známý.
Výjimky: Příze z materiálů, které se dají racionálně barvit jen před zvlákňováním (např. polypropylen), viguré, jaspé, imitáty pestře tkaných nebo pletených textilií vyrobené potiskováním (viz snímek (10)).

## Z historie barvení příze
Nejstarší barevné textilie pocházejí z doby neolitu v Anatolii. Podle některých historiků byly až do poloviny 19. století všechny pestrobarevné textilie zhotoveny z barvených přízí (teprve v roce 1849 se začalo ve francouzském Lyonu s barvením v kuse). Barvení se provádělo ručně, ve vanách, většinou na přadenech. V 19. století došlo k prvním pokusům o mechanizaci barvení přaden, se stroji na barvení příze na potáčích a na kontinuální barvení osnovních nití.
Za nejstarší stroj na barvení příze se považuje výrobek Němce Obermaiera z roku 1882, asi první patent na barvicí aparát obdržel v roce 1858 Francouz Weber. Aparáty na barvení osnovních válů byly zavedeny do výroby v roce 1953 Američanem Newcombem.
V 21. století se k průmyslovému barvení příze používají barvicí aparáty na cívky a osnovní vály a barvicí stroje na přadena a na osnovy (3). U moderních zařízení je proces barvení vesměs řízen počítačem a stroje jsou často spojeny s technikou na dopravu materiálu.

## Technologie barvení příze
Výrobní postup sestává z navinování příze do vhodné formy, příp. paření, vlastního barvení, odmáčení, sušení a převíjení. Bavlněné příze se před barvením často opalují a mercerují.
Ke zpracování se předkládají příze z téměř všech textilních materiálů. Jako barvivo se doporučují prakticky všechny známé látky.
Výrobní zařízení je většinou specializované na určitou formu a velikost návinu příze, postup barvení je závislý zejména na druhu zpracovávaného materiálu a předpokládanému použití hotové příze.
Jedná se vždy o tzv. lázňové barvení, při kterém se barvivo postupně „vytahuje“ z lázně a dlouhodobě fixuje.
K běžným způsobům barvení příze patří zejména:

### Barvení na cívkách
Konvenční aparáty jsou nádoby (kotle) s uzávěrem, do kterých naváží až 1000 kg příze. Cívky s přízí (500–2000 g) nasoukanou s tvrdostí cca 300–400 g/l jsou navlečeny na trnech nebo perforovaných rourách v horizontální nebo vertikální poloze. Barvicí lázeň se ohřívá obvykle na 60- 98 °C a cirkuluje s pomocí čerpadla, kompresoru nebo obojího. U moderních aparátů se dosahuje poměr barvicí lázně pod 1:5, spotřeba vody se udává s 25–50 l/kg.
Např. barvení partie bavlněné příze trvá cca 4 hodiny, pro jádrovou přízi (90% CO/10% elastan) se udává včetně předchozího paření a bělení zhruba stejná doba.
- Ke konstrukčním variantám barvicích aparátů patří např. zařízení se sadou až 30 horizontálně uložených rour s obsahem po 20 kg cívek (viz snímek (4))

### Barvení na osnovních válech
Konstrukce barvicího aparátu a technologie barvení je velmi podobná zařízení k barvení cívek. Aparáty se staví např. na 4 vály po 200 kg osnovní příze.
Osnovy se používají na tkaniny s různobarevnými podélnými pruhy (snímek(9)).

### Barvení přaden
U některých druhů příze, např. z přírodního hedvábí, z viskózových filamentů, z vlny s nesráživou úpravou, akrylu na ruční pletení, BCF příze na koberce aj. je barvení v přadenech výhodnější než barvení na cívkách.
Aparát na barvení přaden sestává z vany s cirkulující barvicí lázní, nad lázní jsou zavěšena přadena (s váhou do 5 kg a hustotou vinutí 80–130 g/l) na ramenech ovladatelných tak, že se přadena zčásti ponořují do barvicí lázně. Aparáty se staví s kapacitou od 10 do 1000 kg příze. Poměr barvicí lázně bývá 1:15 až 1:25.
- Na aparátech s cirkulujícím přadeny je možná práce s poměrem barvicí lázně pod 1:5.
- Podobné výsledky se dosahují také s aparáty, ve kterých se postřikují barvicí lázní celá přadena.[13]

#### Ruční barvení přaden
Ruční barvení příze se provádí už několik tisíc let v nádobách různého tvaru, příze ve tvaru přadene se opakovaně protahuje horkou lázní a suší (viz snímky (1) (2)). Na začátku 21. století se ruční barvení provozuje jako živnost v několika manufakturách např. v Indii, v Evropě se nabízejí pro amatéry kurzy a návody k barvení textilií.

### Barvení osnov
V článku Denim jsou popsány tři způsoby barvení osnovních nití, jednak v plné šíři tkalcovské osnovy a jednak v provazci.

## Galerie barvení příze

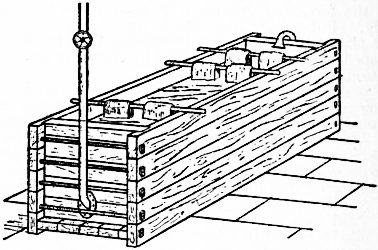
(1) Vana na ruční barvení přaden asi ze začátku 19. století
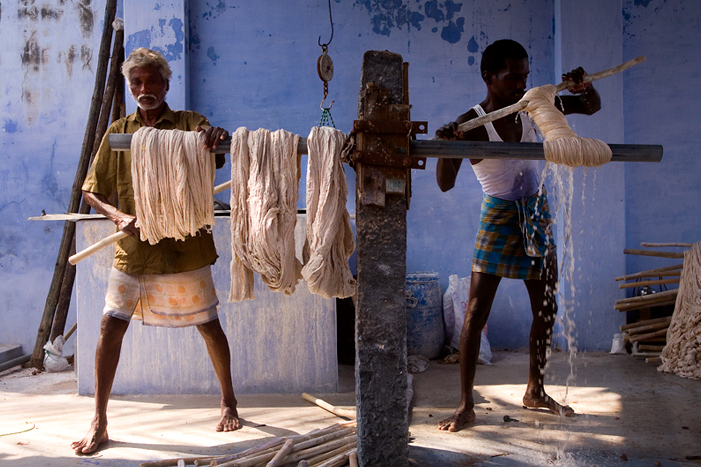
(2) Ždímání a sušení ručně barvených přaden
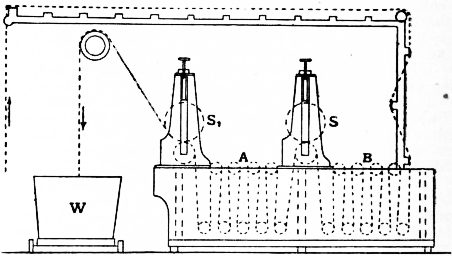
(3) Schéma barvení osnov (koncem 19. století)
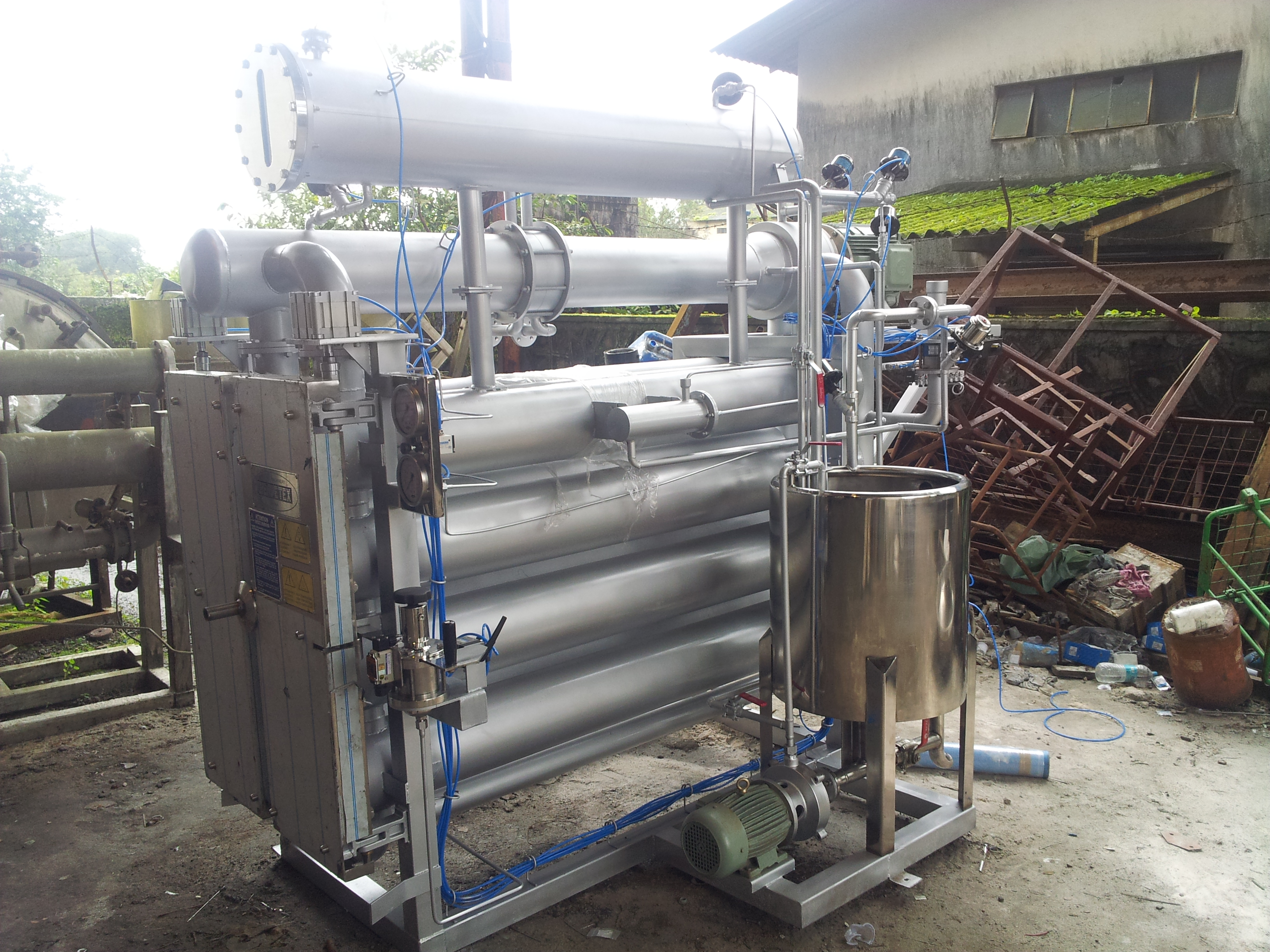
(4) Indický barvicí aparát na cívky a osnovní vály (21. století)
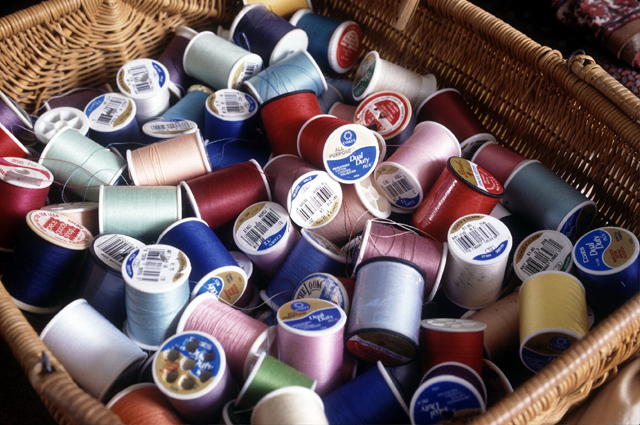
(5) Nitě na šití
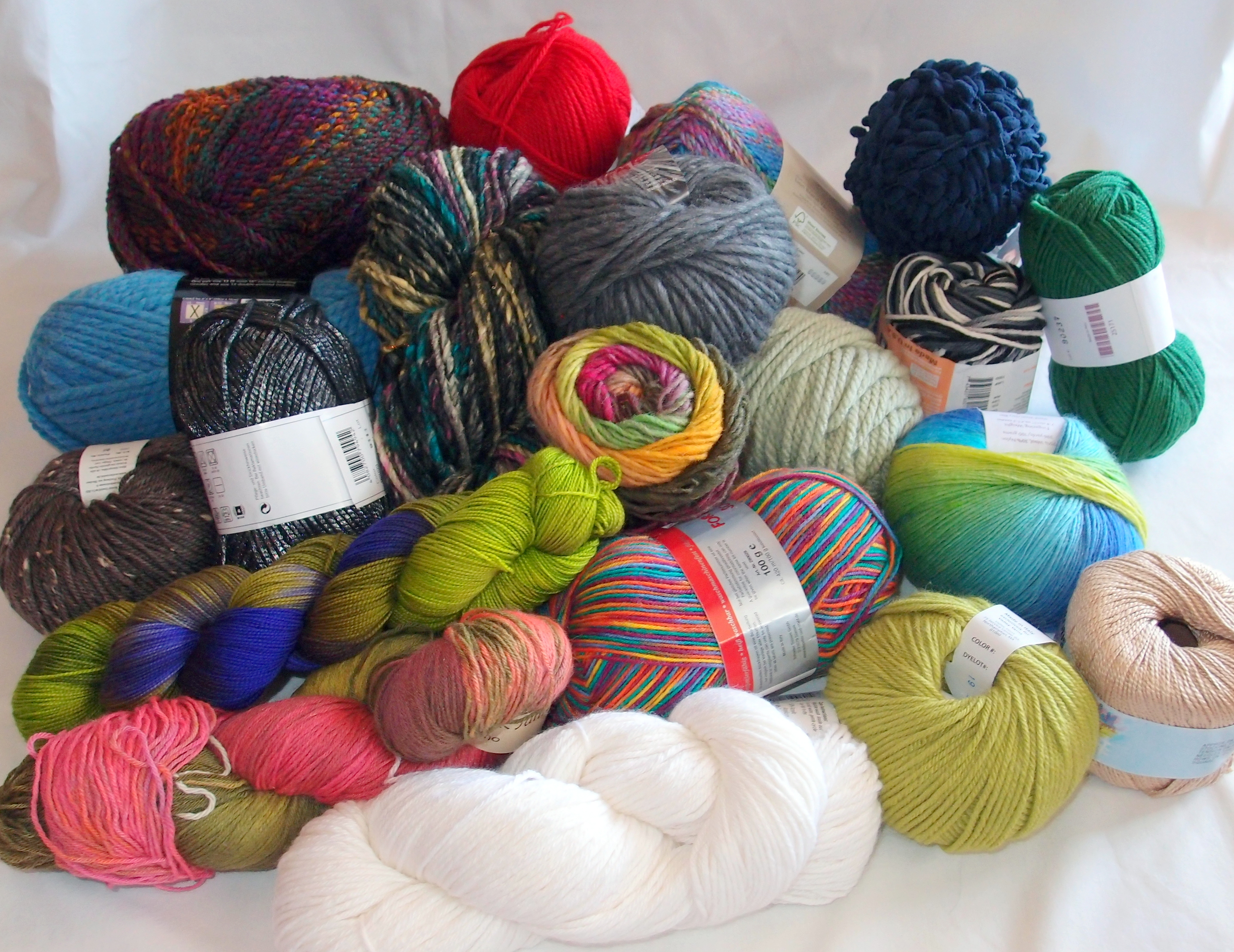
(6) Příze na ruční pletení
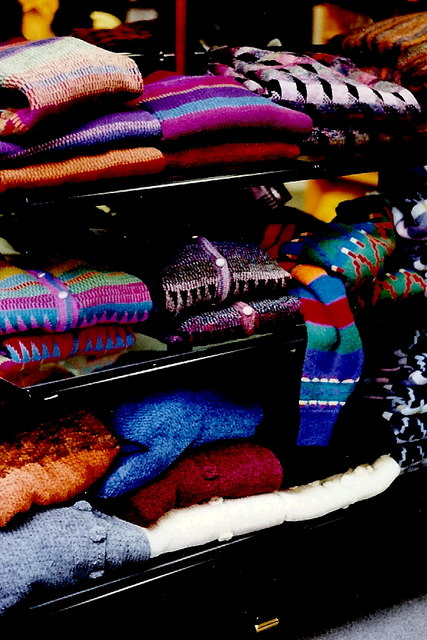
(7) Strojně pletené výrobky z barvených přízí
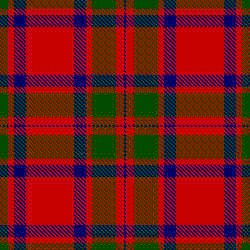
(8) Tkanina z barvené příze v osnově i v útku
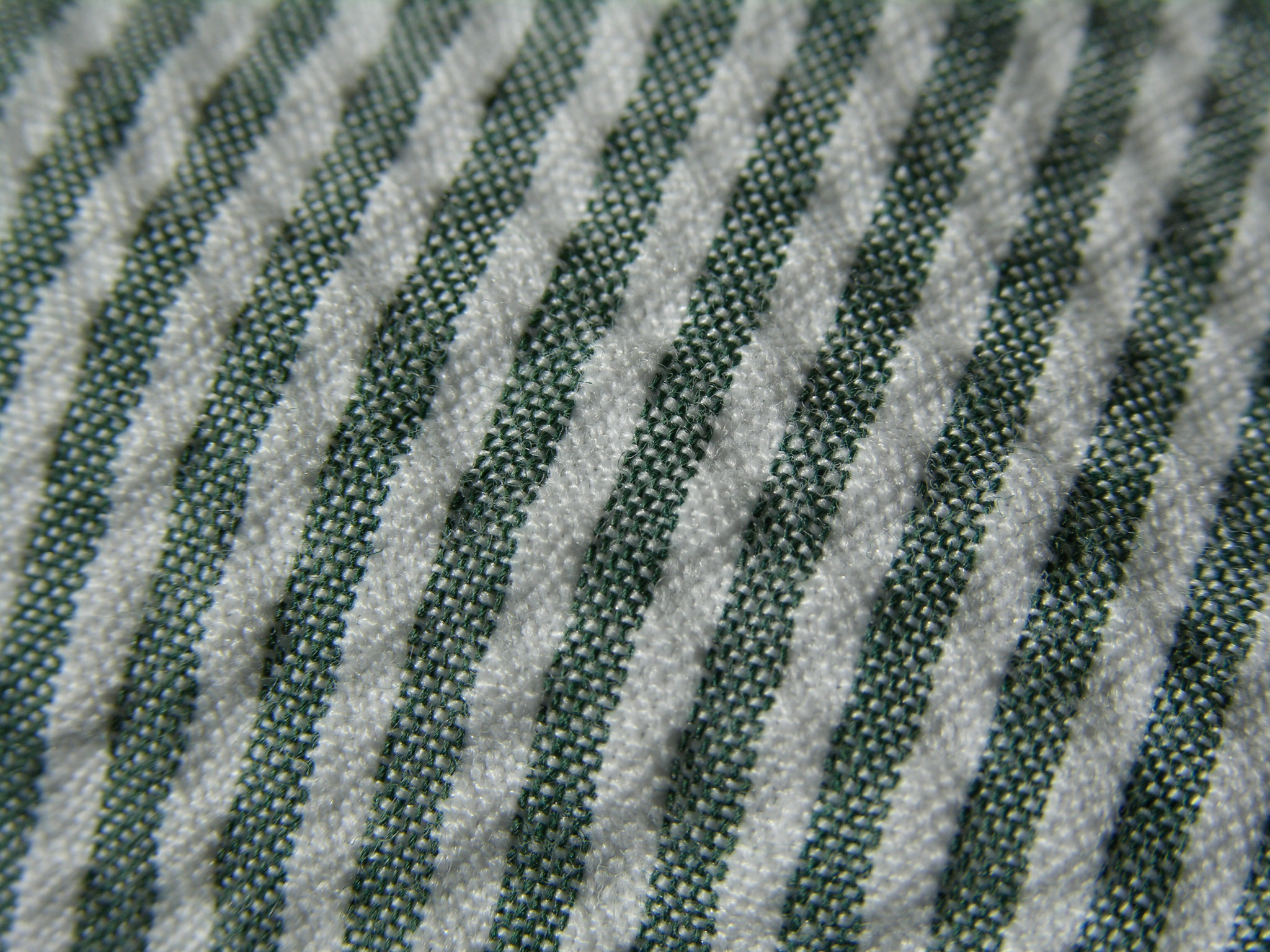
(9) Pruhy tkané z barvených osnovních nití (10x zvětšeno)
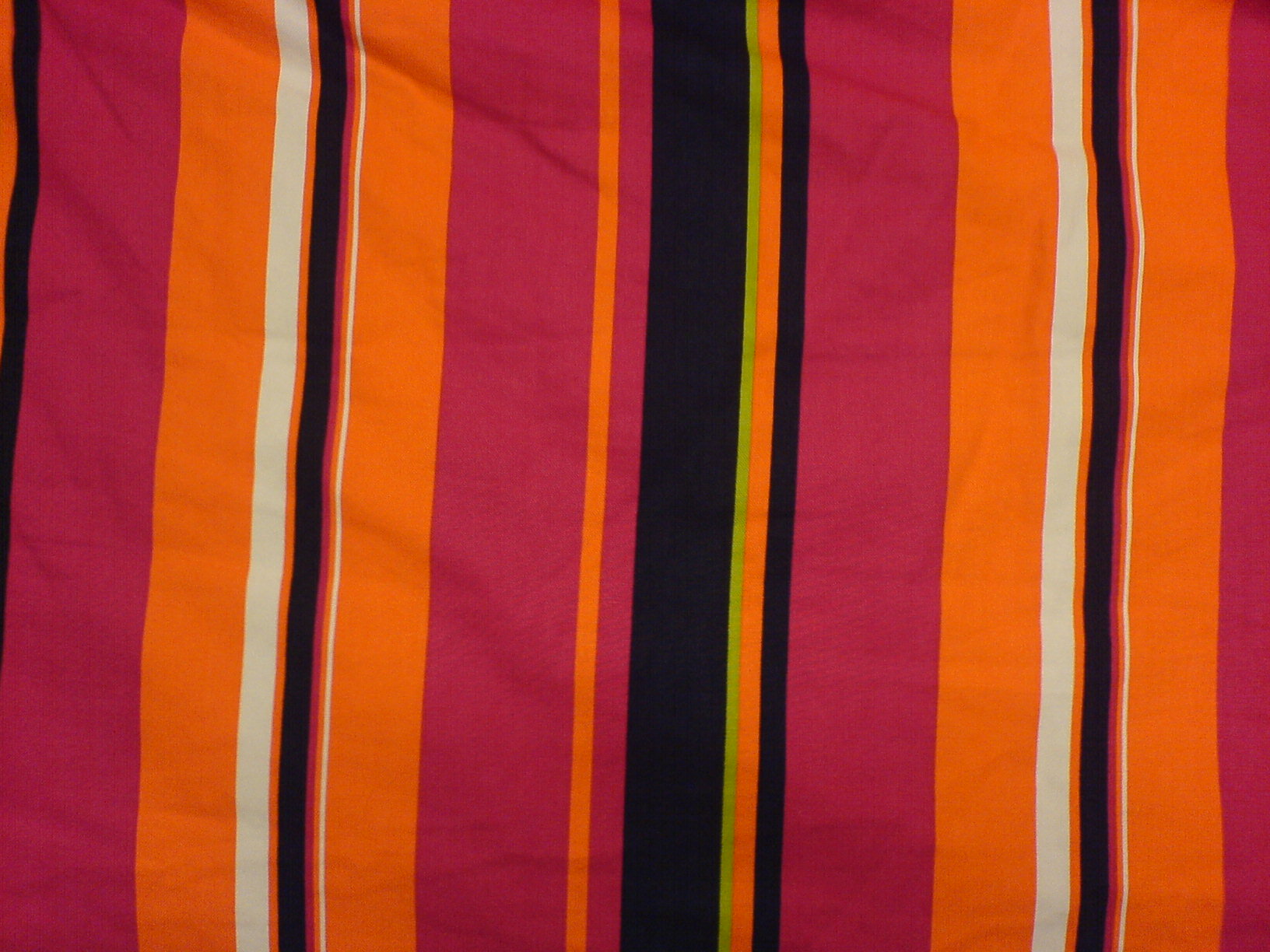
(10) Osnovní pruhy imitované textilním tiskem